# Turistická značená trasa 7274

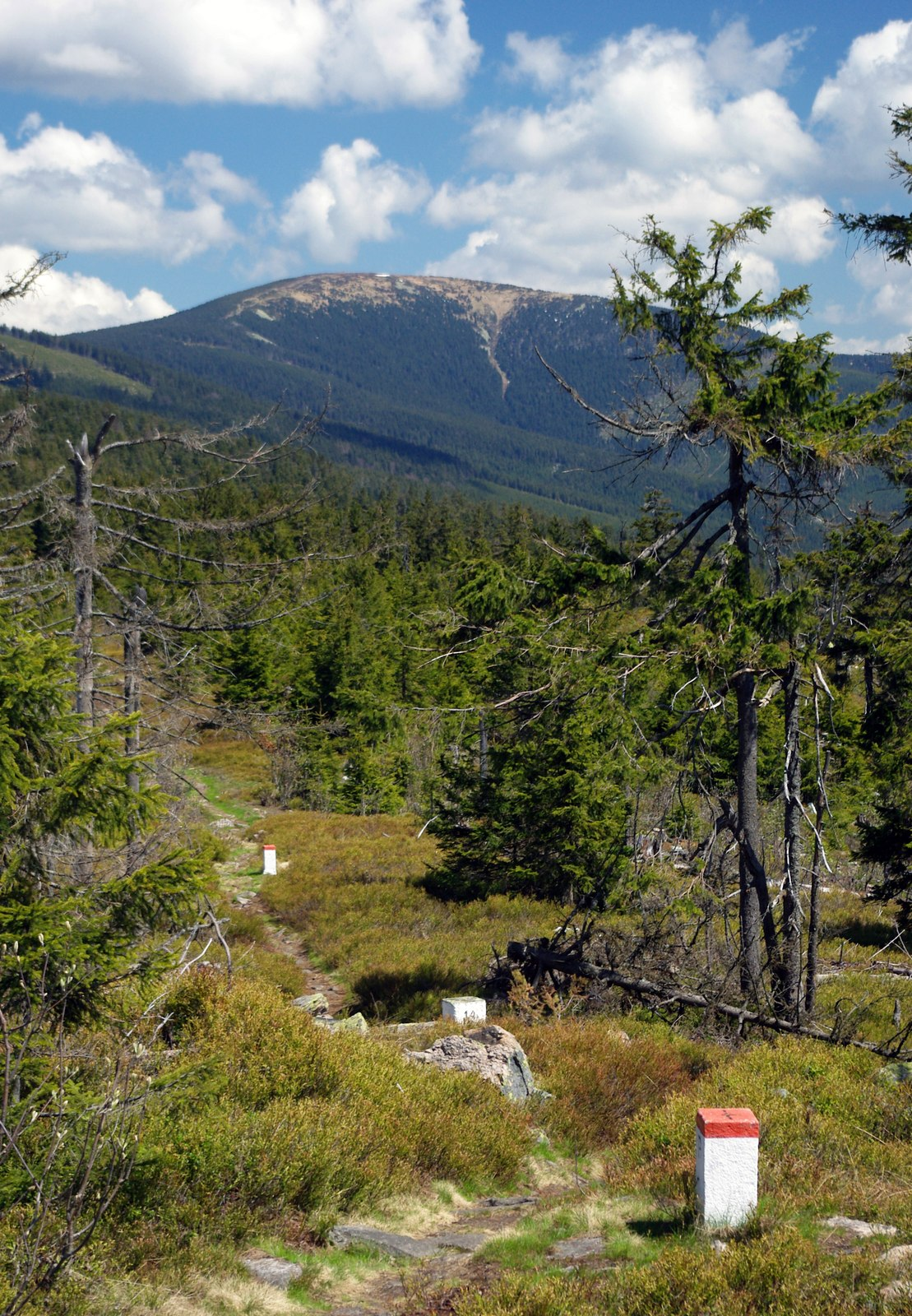
Králický Sněžník

 Turistická značená trasa 7274 je 10,3 kilometrů dlouhá žlutě značená turistická trasa Klubu českých turistů vedoucí pohořím Králického Sněžníku a spojující osadu Velká Morava s jeho nejvyšším stejnojmenným vrcholem.

## Průběh trasy
Počátek trasy se nachází v západním úbočí Slamníku na rozcestí s modře značenou turistickou trasou 1933 Kolotoč – sjezdovka. Nejprve klesá podél lanové dráhy Dolní Morava – Sněžník a poté po místních komunikacích do Velké Moravy. Zde se nachází výchozí bod souběžné naučné stezky Králický Sněžník, která není značena standardními značkami určenými pro naučné stezky, ale ve své počáteční fázi využívá značení trasy 7274.
Trasa brzy opouští zástavbu Horní Moravy a pod již neprovozovaným mramorovým lomem opouští v tomto místě již neveřejnou údolní asfaltovou komunikaci a pokračuje lesní cestou po levém břehu řeky Moravy ve směru proti jejímu proudu. V tomto prostoru vstupuje trasa do národní přírodní rezervace Králický Sněžník, jejímž územím je vedena v celé své zbývající části. V závěru trasa 7274 na rozcestí pod chatou Vilemínka opouští tok Moravy a stoupá směr vrchol hory Králický Sněžník. Lesní cesta se postupně mění na pěšinu. Stoupá nejprve prudce do jižního svahu, poté se stáčí k východu a křižuje výrazný lavinový svah, jehož osu tvoří opět tok Moravy, a pokračuje úbočím do jihovýchodního svahu na rozcestí Franciska, u kterého se nachází srub horské služby. Zde se přimyká k červeně značené trase 0415 a společně s ní stoupá jihovýchodním svahem Sněžníku kolem pramene Moravy na vrchol, kde končí. Trasa 0415 pokračuje jihozápadním směrem do úbočí Malosněžnického hřbetu a do Králík a neznačená naučná stezka, která dosud vedla v souběhu s trasou 7274, do ní na vrcholu Sněžníku přechází.

## Dřívější varianty trasy
- dnes již neexistující úsek Králíky – nádraží Červený Potok – Velká Morava
- vedení úseku Horní Morava – Vilemínka po pravém břehu Moravy po souběžné asfaltové komunikaci[4]

## Turistické zajímavosti na trase
- Skiareál Dolní Morava
- Mléčný pramen
- Pramen Franciska
- Socha slůněte na Králickém Sněžníku
- Pramen Moravy
- Králický Sněžník